# Comuna Pantelimon, Constanța
Pantelimon este o comună în județul Constanța, Dobrogea, România, formată din satele Călugăreni, Nistorești, Pantelimon (reședința), Pantelimon de Jos și Runcu.

## Demografie
Componența etnică a comunei Pantelimon
     Români (88,54%)
     Romi (1,41%)
     Alte etnii (10,05%)
Componența confesională a comunei Pantelimon
     Ortodocși (83,64%)
     Romano-catolici (5,88%)
     Alte religii (0,18%)
     Necunoscută (10,29%)
Conform recensământului efectuat în 2021, populația comunei Pantelimon se ridică la 1.632 de locuitori, în creștere față de recensământul anterior din 2011, când fuseseră înregistrați 1.608 locuitori. Majoritatea locuitorilor sunt români (88,54%), cu o minoritate de romi (1,41%). Din punct de vedere confesional, majoritatea locuitorilor sunt ortodocși (83,64%), cu o minoritate de romano-catolici (5,88%), iar pentru 10,29% nu se cunoaște apartenența confesională.

## Politică și administrație
Comuna Pantelimon este administrată de un primar și un consiliu local compus din 11 consilieri. Primarul, Costel Armășescu[*], de la Partidul Național Liberal, este în funcție din noiembrie 2017. Începând cu alegerile locale din 2024, consiliul local are următoarea componență pe partide politice:
|  | Partid                    | Consilieri | Componența Consiliului | Componența Consiliului | Componența Consiliului | Componența Consiliului | Componența Consiliului | Componența Consiliului | Componența Consiliului | Componența Consiliului |
|  | ------------------------- | ---------- | ---------------------- | ---------------------- | ---------------------- | ---------------------- | ---------------------- | ---------------------- | ---------------------- | ---------------------- |
|  | Partidul Național Liberal | 8          |                        |                        |                        |                        |                        |                        |                        |                        |
|  | Partidul Social Democrat  | 3          |                        |                        |                        |                        |                        |                        |                        |                        |